# ستيفن كول (كاتب)
ستيفن كول (بالإنجليزية: Stephen Cole)‏ (1971، بيدفوردشير في المملكة المتحدة)؛ كاتب للأطفال، كاتب وروائي بريطاني.

## روابط خارجية
- ستيفن كول على موقع IMDb (الإنجليزية)
- ستيفن كول على موقع ميوزك برينز (الإنجليزية)